# Ellinor Brolin
Emma Maria Ellinor Brolin, född 19 mars 1995 i Ludvika, är en svensk vissångare, känd för sina tolkningar av Dan Andersson och Kjell Höglund.

## Biografi
Ellinor Brolin växte upp Ludvika. Hon blev tidigt intresserad av musik, började spela fiol och sjunga i kör. I musikskolan lärde hon sig spela gitarr. 2010 framträdde hon i Ludvika under Dan Andersson-veckan, något hon därefter gjort årligen. Senare har hon även varit samordnare för veckan. På gymnasiet gick hon estetisk linje och hennes examensarbete 2014 var ett framträdande med Gunnar Moréns kvintett. Efter studenten flyttade Brolin till Kungälv och Göteborg för att gå på Nordiska folkhögskolan, först på Visskolan och sedan en projektledarutbildning. Parallellt framträdde hon som vissångerska i olika sammanhang.
Producenten Johan Johansson hörde henne sjunga en sång av Kjell Höglund på den öppna scenkväll som inledde Visfestivalen Kompledigt i Köping. Han erbjöd henne att sjunga på stora scenen följande dag. Johansson var god vän med Höglund och ordnade så att Höglund då satt i publiken. Uppträdandet ledde till att Johan Johansson och Ellinor Brolin så småningom fick en hel pärm med texter av Kjell Höglund som han inte tidigare gett ut, och som inte heller var tonsatta. Tillsammans gick Brolin och Johansson vidare och bad låtskrivarna Peter LeMarc, Kajsa Grytt och Staffan Hellstrand att tonsätta några av texterna. Singeln Om, tonsatt av Johansson, kom 2017 och så småningom albumet Det tredje årtusendet (2022).
Efter fyra år i Kungälv och Göteborg flyttade Ellinor Brolin tillbaka till Ludvika. Där har hon arbetat som biblioteksassistent på Ludvika bibliotek samtidigt som hon har frilansat som vissångerska.
2023 gjorde Eva Aspling och Annika Kämpe filmen När tåget lämnar perrongen om Kjell Höglund där de "undersöker varför musikerna Ellinor Brolin och Ellen Sundberg, oberoende av varandra, väljer att föra det Höglundska arvet vidare”. (Filmen kan ses på SVT Play till 2028.)

## Priser och utmärkelser
- 2014 – Stipendium från Taubesällskapet i Dalarna.[6]
- 2014 – Paljakastipendiet (pris för unga kulturutövare som verkar i Dan Anderssons anda).[5][10]
- 2018 – Lilla Dan Anderssonpriset.[11]
- 2022 – Masenstipendiet (till minne av Tore ”Masen” Eliasson).[10]
- 2023 – Manifestgalan, Årets visa.[12]